# ピーター・スコロンスキー
ピーター・ジョン・スコロンスキー（Peter John Skoronski, 2001年7月31日 - ）は、アメリカ合衆国イリノイ州パークリッジ出身のプロアメリカンフットボール選手。NFLのテネシー・タイタンズに所属している。ポジションはオフェンシブタックル。祖父は元NFL選手のボブ・スコロンスキー。

## 経歴

### カレッジ
ノースウェスタン大学に進学し、1年目の2020年シーズンから先発として活躍した。
2年目の2021年シーズンは12試合に先発出場し、オールビッグ10ファーストチームに選出された。